# 北野 (三鷹市)
北野（きたの）は、東京都三鷹市の町名。現行行政地名は北野一丁目ら北野四丁目。郵便番号は181-0003。

## 地理
三鷹市の東部に位置する地域である。
西から時計回りに新川、牟礼、世田谷区北烏山並びに給田および調布市緑ケ丘に隣接する。
東京外環自動車道と中央自動車道が交差する中央ジャンクションの建設地となっており、2020年以降完成を目途に大規模な建設工事が行われている。

### 地価
住宅地の地価は、2025年（令和7年）1月1日の公示地価によれば、北野4-10-8の地点で37万3000円/m2となっている。

## 世帯数と人口
2025年（令和7年）1月1日現在の世帯数と人口は以下の通りである。
| 丁目       | 世帯数    | 人口    |
| ---------- | --------- | ------- |
| 北野一丁目 | 742世帯   | 1,530人 |
| 北野二丁目 | 1,003世帯 | 2,199人 |
| 北野三丁目 | 970世帯   | 2,063人 |
| 北野四丁目 | 1,122世帯 | 2,087人 |
| 計         | 3,837世帯 | 7,879人 |

## 小・中学校の学区
市立小・中学校に通う場合、学区は以下の通りとなる
| 丁目       | 番地 | 小学校             | 中学校             |
| ---------- | ---- | ------------------ | ------------------ |
| 北野一丁目 | 全域 | 三鷹市立北野小学校 | 三鷹市立第六中学校 |
| 北野二丁目 | 全域 | 三鷹市立北野小学校 | 三鷹市立第六中学校 |
| 北野三丁目 | 全域 | 三鷹市立北野小学校 | 三鷹市立第六中学校 |
| 北野四丁目 | 全域 | 三鷹市立北野小学校 | 三鷹市立第六中学校 |

## 歴史

### 地名の由来
下仙川村の北にあたり、野原が続いていたことに由来する。

## 交通

### 鉄道
町域内に鉄道駅はないが、町域の南側は仙川駅が徒歩圏内となる。
| 隣接地域の駅           | バス利用により利用可能の駅 |
| ---------------------- | --- |
| 京王線 - 仙川駅(KO 13) | JR中央線 JR中央・総武線各駅停車 - 三鷹駅(JC 12)(JB 01) - 吉祥寺駅(JC 11)(JB 02) JR中央線 JR中央・総武線各駅停車 東京メトロ丸ノ内線 - 荻窪駅(JC 09)(JB 04)(M 01) |

### バス
町内に設置されているバス停留所と路線バスの運行系統は以下の通り。
- 吉12（小田急バス）

北野 - 北野一丁目 - 北野三丁目 - 北野小東 - 北野二丁目 - 下本宿 -（吉祥寺駅方面）
- 荻58（関東バス）

北野 - 給田 - 北給田 - （千歳烏山駅・荻窪駅方面）
- みたかシティバス 北野ルート

（三鷹駅方面）→ 新川二丁目 → 北野駐在所前 → 北野 → 北野一丁目 → 北野三丁目 → 北野小東 → 北野二丁目 → 南牟礼→（三鷹駅方面）

### 道路
- 中央自動車道（出入口なし）
- 東京外環自動車道（建設中）
  - 中央ジャンクション（建設中）
  - 東八道路インターチェンジ（建設中）
- 東京都道14号新宿国立線（東八道路）
- 東京都道117号世田谷三鷹線（吉祥寺通り）

## 施設
- 三鷹市立北野小学校